# Stenalia rufohumeralis
Stenalia rufohumeralis es una especie de coleóptero de la familia Mordellidae.

## Distribución geográfica
Habita en la Península de Kamchatka (Rusia).